# 許氏短刺魨
許氏短刺魨為輻鰭魚綱魨形目四齒魨亞目二齒魨科的其中一種，為熱帶海水魚，分布於西大西洋區，從加拿大新斯科細亞省至巴西海域，棲息深度可達11公尺，體長可達27.9公分，棲息在沿岸水質清澈的潟湖、礁石區，生活習性不明，可作為觀賞魚。

## 扩展阅读
維基物種上的相關：許氏短刺魨